# Río Anllóns
Río Anllóns (galiciska: Río de Ponteceso) är ett vattendrag i Spanien.   Det ligger i provinsen Provincia da Coruña och regionen Galicien, i den nordvästra delen av landet, 500 km nordväst om huvudstaden Madrid.